# بستر خشک رودخانه کشف‌رود
بستر خشک رودخانه کشف‌رود مربوط به دوره پارینه سنگی در شهرستان سرخس است. این اثر در تاریخ ۱۶ اسفند ۱۳۸۴ با شمارهٔ ثبت ۱۴۳۰۶ به‌عنوان یکی از آثار ملی ایران به ثبت رسیده‌است.